# Jan Bieleman

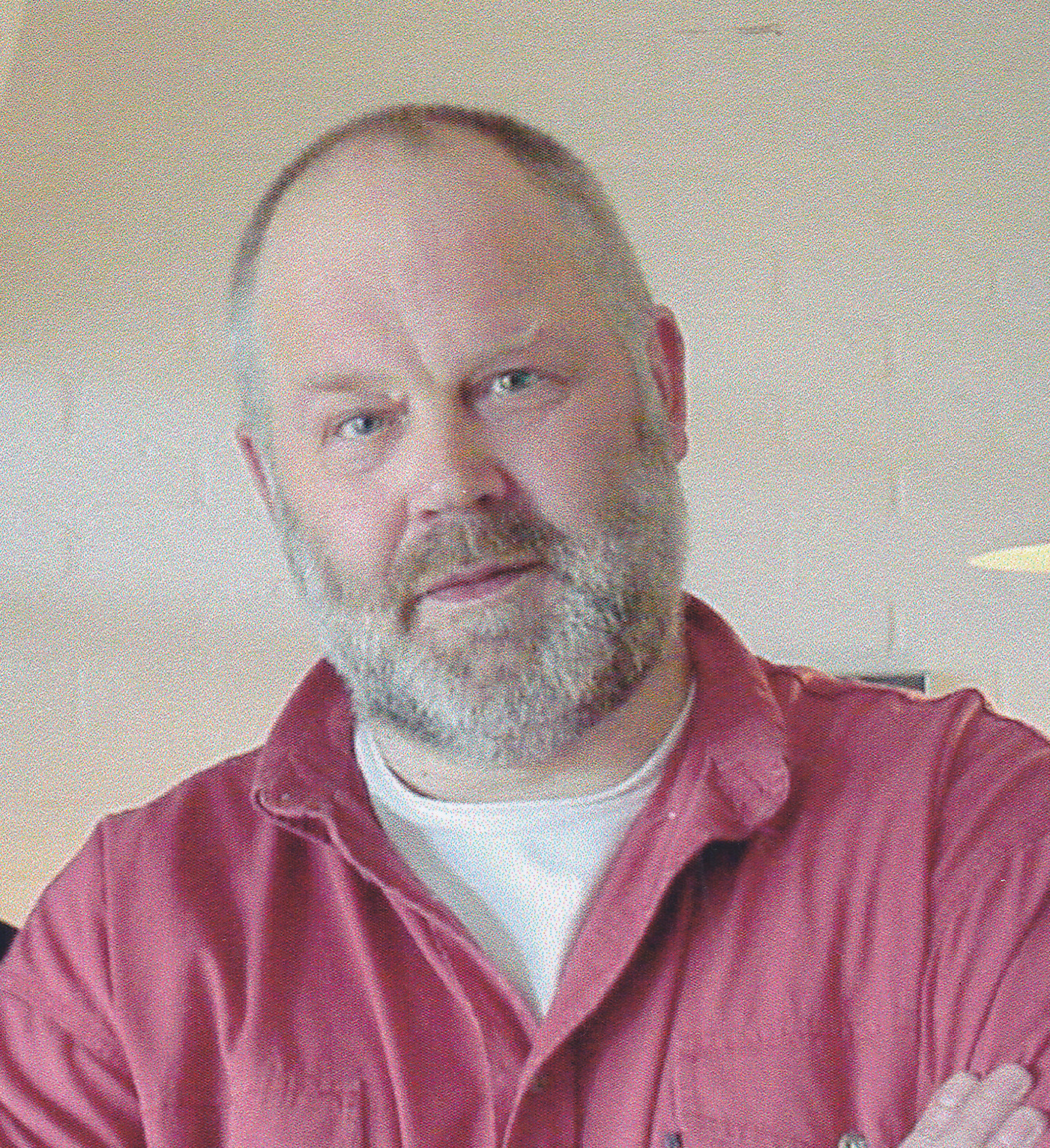
Jan Bieleman in 2001

Jan Bieleman (Heino, 8 april 1949 - Renkum, 9 juni 2021) was een Nederlandse landbouwhistoricus die gespecialiseerd was in de Nederlandse landbouw vanaf de middeleeuwen. Zijn bekendste werk is Boeren in Nederland. Geschiedenis van de Nederlandse landbouw 1500-2000, dat in 2008 uitkwam. Van 1983 tot zijn pensionering in 2012 was Bieleman lid van de leerstoelgroep Agrarische Geschiedenis.

## Biografie
Eind jaren zestig ging Bieleman landschapsarchitectuur studeren aan de Landbouwhogeschool in Wageningen, maar de geschiedenis vond hij interessanter. Als afgestudeerde kreeg hij in 1978 de kans om de agrarische geschiedenis van Drenthe te bestuderen. Negen jaar later verscheen zijn proefschrift Boeren op het Drentse zand, waarin hij een agronomische benadering toepaste. In 1983 keerde Bieleman terug naar de Wageningse Hogeschool om het vak Agrarische geschiedenis te gaan onderwijzen, wat hij tot zijn vervroegde pensionering zou doen.
Ondertussen paste Bieleman deze agronomische benadering ook toe op heel Nederland, wat in 1992 resulteerde in Geschiedenis van de Nederlandse landbouw 1500-1950. Nieuw onderzoek en nieuwe inzichten kwamen er door zijn onderzoek voor het deel Landbouw van de serie Techniek in Nederland in de twintigste eeuw dat in 2000 verscheen en de herziene versie van zijn overzichtswerk dat in 2008 verscheen..  